# Lednik Karandina
Lednik Karandina (Transkription von russisch Ледник Карандина) ist ein Gletscher im ostantarktischen Königin-Marie-Land. Er liegt unmittelbar östlich des Mount Faraway in den Theron Mountains.
Russische Wissenschaftler benannten ihn. Der weitere Benennungshintergrund ist nicht überliefert.